# Жировница (Баточина)
Жировница је насеље у Србији у општини Баточина у Шумадијском округу. Према попису из 2022. има 669 становника (према попису из 2011. било је 742 становника).

## Географија
Жировница се налази на 211 метара надморске висине, и то на координатама 44° 07′ 01" северно и 21° 01′ 29" источно. Налази се на око 7 km од Баточине, 20 km од Крагујевца и 110 km од Београда.
Кроз село пролази магистрални пут Баточина-Крагујевац-Краљево-Чачак.

## Историја
У Жировници је пронађено налазиште из бронзаног доба. Потиче највероватније из трако-кимерског периода. Налаз од девет наочарастих фибула, спирелно увијене наруквице, две огрлице, две украсне плоче се везује за гроб неког угледног домороца.
Жировница је преживела античко доба и средњи век, али се ипак угасила крајем XVII века. У турском попису 1739/41 село се не помиње. Село је добило назив по жиришту које је било познато у овом крају. На првом попису након завршетка Другог српског устанка 1818. Жировница је имала 29. домаћинства са 76 харачких глава.
После ослобађања село је било у саставу доброводичке општине.
Око 1830. кмет је био Ђура Живадиновић. Кратко време село је припадало бадњевачкој општини, да би се убрзо вратило Доброводици. До 1874. заједно са Кијевом и Доброводицом чинили су исту општину. Прво је седиште било у Доброводици, а затим у Кијеву. Због вишегодишњег сукоба дошло је до разилажења. Прво су 1869. године Кијево и Доброводица тражили одвајање од Жировнице, али се Жировница томе успротивила. касније је Жировница захтевала одвајање па су Кијево и Доброводица формирали општину Кијево.
Жировничани су учествовали у ратовима од 1912–1918, када је из овог села погинуло 114 људи. Спомен-црква је изграђена 1939.

## Пољопривреда
Пољопривреда Жировнице као и целе баточинске општине има веома значајну улогу у њеној свеукупној привреди.Пољопривреда је водећа привредна грана по обиму производње као и по запослености локалног становништва.
Сточарство је најзначајнија грана производње у пољопривреди у Жировници. Сточарство је најтраженији део пољопривреде, јер њени производи (месо, маст, млеко, јаја) спадају у главне прехрамбене производе становништва. Сељак ситног пољопривредног газдинства у Жировници је сваштар, гаји више врста стоке. Гаји говеда, свиње, овце, коње и живину.

## Демографија
У насељу Жировница живи 694 пунолетна становника, а просечна старост становништва износи 43,2 година (42,7 код мушкараца и 43,7 код жена). У насељу има 239 домаћинстава, а просечан број чланова по домаћинству је 3,47.
Ово насеље је у потпуности насељено Србима (према попису из 2002. године).
|             | \| Демографија[8] \| Демографија[8] \| Демографија[8] \| \| Година \| Становника \| Становника \| \| -------------- \| -------------- \| -------------- \| \| 1948. \| 1.216 \| \| \| 1953. \| 1.216 \| \| \| 1961. \| 1.188 \| \| \| 1971. \| 1.055 \| \| \| 1981. \| 1.078 \| \| \| 1991. \| 974 \| 923 \| \| 2002. \| 830 \| 908 \| \| 2011. \| 742 \| \| \| 2022. \| 669 \| \| |            |
| Демографија | |            |
| Година      | Становника | Становника |
| 1948.       | 1.216 |            |
| 1953.       | 1.216 |            |
| 1961.       | 1.188 |            |
| 1971.       | 1.055 |            |
| 1981.       | 1.078 |            |
| 1991.       | 974 | 923        |
| 2002.       | 830 | 908        |
| 2011.       | 742 |            |
| 2022.       | 669 |            |

| Етнички састав према попису из 2002.‍ | Етнички састав према попису из 2002.‍ | Етнички састав према попису из 2002.‍ | Етнички састав према попису из 2002.‍ | Етнички састав према попису из 2002.‍ |
| ------------------------------------ | ------------------------------------ | ------------------------------------ | ------------------------------------ | ------------------------------------ |
|                                      |                                      |                                      |                                      |                                      |
| Срби                                 | Срби                                 |                                      | 830                                  | 100,0%                               |
| непознато                            | непознато                            |                                      | 0                                    | 0,0%                                 |

| Година пописа     | 1948. | 1953. | 1961. | 1971. | 1981. | 1991. | 2002. |
| ----------------- | ----- | ----- | ----- | ----- | ----- | ----- | ----- |
| Број домаћинстава | 274   | 277   | 272   | 256   | 264   | 237   | 239   |

| Број чланова      | 1  | 2  | 3  | 4  | 5  | 6  | 7 | 8 | 9 | 10 и више | Просек |
| ----------------- | -- | -- | -- | -- | -- | -- | - | - | - | --------- | ------ |
| Број домаћинстава | 40 | 49 | 45 | 29 | 37 | 25 | 9 | 3 | 1 | 1         | 3,47   |

| Пол    | Укупно | Неожењен/Неудата | Ожењен/Удата | Удовац/Удовица | Разведен/Разведена | Непознато |
| ------ | ------ | ---------------- | ------------ | -------------- | ------------------ | --------- |
| Мушки  | 374    | 111              | 223          | 30             | 10                 | 0         |
| Женски | 352    | 53               | 225          | 61             | 12                 | 1         |
| УКУПНО | 726    | 164              | 448          | 91             | 22                 | 1         |

| Пол    | Укупно                    | Пољопривреда, лов и шумарство | Рибарство                            | Вађење руде и камена | Прерађивачка индустрија       |
| ------ | ------------------------- | ----------------------------- | ------------------------------------ | -------------------- | ----------------------------- |
| Мушки  | 193                       | 75                            | 0                                    | 26                   | 33                            |
| Женски | 92                        | 56                            | 0                                    | 1                    | 12                            |
| УКУПНО | 285                       | 131                           | 0                                    | 27                   | 45                            |
| Пол    | Производња и снабдевање   | Грађевинарство                | Трговина                             | Хотели и ресторани   | Саобраћај, складиштење и везе |
| Мушки  | 3                         | 11                            | 25                                   | 3                    | 10                            |
| Женски | 1                         | 1                             | 9                                    | 4                    | 0                             |
| УКУПНО | 4                         | 12                            | 34                                   | 7                    | 10                            |
| Пол    | Финансијско посредовање   | Некретнине                    | Државна управа и одбрана             | Образовање           | Здравствени и социјални рад   |
| Мушки  | 0                         | 1                             | 3                                    | 0                    | 0                             |
| Женски | 0                         | 0                             | 0                                    | 3                    | 2                             |
| УКУПНО | 0                         | 1                             | 3                                    | 3                    | 2                             |
| Пол    | Остале услужне активности | Приватна домаћинства          | Екстериторијалне организације и тела | Непознато            | Непознато                     |
| Мушки  | 1                         | 2                             | 0                                    | 0                    | 0                             |
| Женски | 2                         | 0                             | 0                                    | 1                    | 1                             |
| УКУПНО | 3                         | 2                             | 0                                    | 1                    | 1                             |

## Школство
Жировница је до 1870. године своју децу слала у грнчаричку основну школу, када је она престала да ради, морали су да шаљу децу у Ботуње. Због даљине Жировничани су одлучили да отворе своју школу и 6. марта 1871. су се обратили Министарству просвете. Окружни начелник у Крагујевцу известио је Министарство просвете да у Жировници нема много ђака и да деца могу ићи у ботуњску школу отворену прошле године. На исти начин је пропао и други покушај Жировничана да добију школу.
Ипак Жировничани су 8. јуна 1893. обавестили министарство просвете да је за школу у селу направљена лепа зграда од тврдог материјала и замолили су да се пошаље учитељ. Након што је урађена мала поправка коју је тражила комисија школа је била спремна за школску 1893/94. годину. Број ђака се стално повећавао, па је отворена и друга учионица. Године 1902. било је 85 ђака, а од тога 13 су били из Доброводице и Прњавора. Због сиромаштва села одлучено је да се опет ради у једној учионици, па је петнаест ђака који су били вишак послато у ботуњску школу.
Много учитеља је прошло кроз ову школу. Смењивале су се генерације и генерације а зграда школе је остарела и оронула. Дошло се на идеју да се зграда школе реновира, тако да је 1991. године кренуло са реновирањем. Реновирање је трајало две године, а настава се изводила у просторијама спортског клуба. Школске 1993/94. године почело се са радом у новој школи. Школа је мењала и свој назив. Најпре је била Основна школа „Нада Наумовић“ и припадала матичној школи у Бадњевцу, па затим „14. октобар“ са матичном школом у Баточини. Данас школа носи име Основна школа „Свети Сава“ и ради као издвојено одељење Основне школе „Свети Сава“ у Баточини.

## Галерија
- Црква Свете Ане
- Црква Свете Ане
- Поглед на Жировницу
- Поглед на Жировницу